# Пираты (фильм, 1999)
«Пираты» (итал. Caraibi) — четырёхсерийный фильм режиссёра Ламберто Бава. Премьера фильма состоялась 3 января 1999 года в Германии.

## Сюжет
Два брата Ферранте и Ипполито Альбрицци, противостоят могущественному маркизу Корнеро, который хочет захватить земли их отца. Между семьями возникает настоящая кровавая война, но по стечению обстоятельств Ферранте влюбляется в Ливию, дочь Корнеро. Ферранте храбр и отлично искушён в искусстве фехтования, но не обучен хорошим манерам и не знает как общаться с девушкой, поэтому для поддержки переписки с Ливией он обращается за помощью к своему брату. Ипполито не столь доблестен, зато весьма умён. Красота и дерзость Ливии зачаровывает и его. Ливия флиртует с двумя братьями одновременно, но в результате трагической случайности девушка гибнет от выстрела Ипполито, который полагал, что стреляет в убийцу отца. На самом деле - и об этом не знает никто, кроме её отца -  Ливия осталась жива, но сильно изуродована выстрелом и превратилась в жестокую мстительницу. Ипполито выносят смертный приговор, но в последний момент его заменяют пожизненным заключением. Ферранте попадает в плен к пиратам. Спустя много лет они встретятся, но это уже будут не братья Ферранте и Ипполито, а капитан пиратов Злой Рок и главнокомандующий французской флотилии Александр Дюбуа.

## В ролях
- Николас Роджерс — Ферранте Альбрицци (капитан Злой Рок)
- Паоло Сеганти — Ипполито Альбрицци (Александр Дюбуа)
- Анна Фальки — Ливия Корнеро (рыцарь Ауригемма)
- Падма Лакшми — Малинке
- Дженнифер Нич — Изабелла
- Марио Адорф — капитан Хвост Дьявола
- Ремо Джироне — маркиз Корнеро
- Франческо Касале — «Пройдоха»

## Интересные факты
- Две огромные бронзовые пушки на пиратском корабле «Ливия» названы именами Кастор и Поллукс в честь древнегреческих героев сыновей Леды. Согласно фильму, легенда гласит, что когда один жил другой умирал и наоборот. Если Кастор стреляет — Поллукс должен молчать, иначе судно перевернется.
- В начале 1998 года во время съемок фильма появилась информация о помолвке Анны Фальки и Паоло Сеганти, однако впоследствии это было воспринято как рекламный ход.